# Liste der Schlösser und Palais in Posen
Die Liste der Stadtschlösser und Palais in Posen umfasst bestehende Stadtschlösser und Stadtpalais in der polnischen Stadt Posen. Eine Liste mit Burgen und Schlössern in der Woiwodschaft Großpolen befindet sich hier:
- Liste der Burgen und Schlösser in der Woiwodschaft Großpolen

## Stadtschlösser und Palais
| Name                   | Baujahr  | Baustil        | Zustand       | Bild |
| ---------------------- | -------- | -------------- | ------------- | ---- |
| Andersch-Palais        | 1856     | Eklektizismus  | Erhalten      |      |
| Erzbischofpalast Posen | 1404     | Barock         | Umgestaltet   |      |
| Działyński-Palais      | 1773     | Barock         | Rekonstruiert |      |
| Górka-Palais           | 1545     | Renaissance    | Rekonstruiert |      |
| Kaiserschloss          | 1905     | Neoromanik     | Erhalten      |      |
| Königsschloss          | vor 1300 | Gotik          | Rekonstruiert |      |
| Mielżyński-Palais      | 1795     | Klassizismus   | Rekonstruiert |      |
| Morasko-Palais         | 1857     | Neorenaissance | Rekonstruiert |      |
| Raczyński-Palais       | 1822     | Klassizismus   | Rekonstruiert |      |
| Radojewo-Palais        | 1825     | Klassizismus   | Erhalten      |      |
| Alte Wache             | 1783     | Klassizismus   | Rekonstruiert |      |